# Lepidiota lewisae
Lepidiota lewisae är en skalbaggsart som beskrevs av Britton 1978. Lepidiota lewisae ingår i släktet Lepidiota och familjen Melolonthidae. Inga underarter finns listade i Catalogue of Life.